# San Isidro (León Cortés)
San Isidro è un distretto della Costa Rica facente parte del cantone di León Cortés, nella provincia di San José.